# Henryk Szamota
Henryk Szamota, né le 10 février 1910 à Kiev, et mort le 12 septembre 2002 à New York, est un coureur cycliste sur piste, représentant de la Pologne, puis promoteur du sport automobile aux États-Unis. Il est le coureur cycliste polonais le plus populaire à la fin  des années 1920 et au début des années 1930.

## Biographie
Il est membre de Warszawskie Towarzystwo Cyklistów (pl) (WTC), club cycliste de Varsovie. Il remporte le championnat de Pologne de vitesse à trois reprises (1929, 1930, 1931). En 1935, la fédération polonaise refuse de renouveler son titre de champion de Pologne, car il n'a pas couru dans l'année en Pologne.
il représente la Pologne aux championnats du monde. En 1929, il est éliminé en quart de finale,, en 1931, 1932, 1933, et 1934, il est éliminé en série. En 1930, il bat les records de Pologne des 200, 300, 400 et 500 m départ lancé. En 1930, il prend la 10e place du classement du sportif polonais de l'année.
En 1932, il devient professionnel, s'installe en France, puis aux États-Unis en 1937. Il dispute des courses de six jours aux États-Unis et au Canada,   et les six jours de Buenos-Aires en 1939.
Après la Seconde Guerre mondiale, il court des rallyes et devient un promoteur actif du sport automobile aux États-Unis, organisateur et président de la branche new-yorkaise du Sports Car Club of America (SCAA), il est à l'origine du championnat de course sur route de l'Atlantique Nord, North Atlantic Road Racing Championship (NARRC). En 1977, il reçoit le prix Woolf Barnato de la SCCA.

## Palmarès

### Championnats nationaux
- Champion de Pologne 1929, 1930 et 1931

### Grands Prix
- Prix de septembre au Parc des Princes : 1928
- Prix de l'inauguration du stade Legia Varsovie le 30 aout 1930[2]
- Prix du conseil municipal de Varsovie : 1931
- Grand Prix de Varsovie : 1934[17]